# Henry Stanley, IV conte di Derby
Henry Stanley, IV conte di Derby (Lathom, settembre 1531 – 25 settembre 1593), è stato un nobile inglese.

## Biografia
Era il figlio maggiore di Edward Stanley, III conte di Derby, e della sua prima moglie, Lady Dorothy Howard. I suoi nonni materni erano Thomas Howard, II duca di Norfolk e di sua moglie Agnes Tylney.
Nel 1572 succedette al padre. Fu Lord di Mann e Lord luogotenente del Lancashire e Cheshire. Nel 1574 fu nominato cavaliere della Giarrettiera.
È stato nominato ambasciatore presso la corte di Enrico III di Francia nel 1580. È stato nominato al Privy Council nel 1585. È stato tra i principali funzionari del processo della regina Maria, nel 1586.
Fu tra i negoziatori alla fine della guerra anglo spagnolo, dopo la sconfitta dell'Armada nel 1588.

## Matrimonio
Sposò, il 7 febbraio 1555, Lady Margaret Clifford, figlia di Henry Clifford, II conte di Cumberland, e di Lady Eleanor Brandon. Ebbero quattro figli:
- Lord Edward Stanley
- Ferdinando Stanley, V conte di Derby (1559-16 aprile 1594)
- William Stanley, VI conte di Derby (1561-29 settembre 1642)
- Lord Francis Stanley (1562)

## Morte
Morì il 25 settembre 1593.